# Ten Rapid
Ten Rapid è una compilation della band Post-rock scozzese Mogwai.
Essa raccoglie alcune delle registrazioni fatte dalla band nell'anno precedente alla sua uscita.

## Tracce
1. Summer – 4:25
2. Helicon 2 – 2:51
3. Angels Versus Aliens – 5:37
4. I Am Not Batman – 3:32
5. Tuner – 2:57
6. Ithica 27 ϕ 9 – 2:57
7. A Place For Parks – 2:14
8. Helicon 1 – 6:00
9. End – 2:44

## Formazione
- Stuart Braithwaite – chitarra, tastiera, voce, percussioni
- Dominic Aitchison – basso, chitarra
- Martin Bulloch – batteria
- John Cummings – chitarra